# Komarr
Komarr je znanstveno fantastična priča koju je napisala Lois McMaster Bujold.
Milesov prvi službeni zadatak na novom radnom mjestu. Novi teroristi s Komarra planiraju kako se osvetiti Barrayarcima, ali Milesov posao njihovog razotkrivanja i privođenja dodatno će se zakomplicirati nakon što mu pažnju počne odvlačiti ranjiva ali udata Barrayarka.
Knjiga je objavljena 1998. godine.

## Radnja priče
Miles je zamolio da prisustvuje istrazi o teškoj nesreći na Komarrskoj soletti – malom umjetnom suncu u Komarrskoj orbiti, a koju provodi Carski Revizor prof. Vorthys. Na Komarru otkriva da je nesreća zapravo povezana uz pokušaj da se zatvori jedina crvotočina koja Barrayar povezuje s Komarrom i ostatkom svemira. Polazi mu za rukom da upropasti taj plan, ali se također zaljubljuje u svoju domaćicu Ekaterinu Vorsoisson, koja je zatočenica veoma nesretnog braka. Njezin muž je emocionalni zlostavljač i nedavno je otkrio da boluje od rijetke nasljedne bolesti koja se zove Vorzonska bolest. Za svoje stanje otkrio je preko svojega brata, koji je počinio samoubojstvo i u oproštajnom pismu mu prenio zastrašujuću novost. Vorsoisson je toliko odlučan da tu činjenicu zadrži kao tajnu da, iako je bolest izlječiva, odbija se podvrći liječenju i ne dozvoljava da se njegov sin liječi. Nakon što Ekaterina otkriva da je on također primao i mito, obavještava ga kako ga napušta, ali prije nego što to i napravi Vorsoisson je ubijen i to na takav način da se na Milesa sumnja kao glavnog krivca.
Naknadno se otkriva kako je smrt Ekaterininog muža povezana s njegovim primanjem mita. Skupina Komarrana koji su radili u odjelu za teraformiranje, razvili su napredno oružje s potencijalno razornim posljedicama za Barrayar. Miles i Ekaterina su uhvaćeni usred spletke, a Ekaterina se pokazala spretnijom od Milesa u njezinom rješavanju. Prije nego što su se počele širiti glasine, sam plan za uništavanje crvotočine kao i samo oružje klasificirani su kao najveća moguća tajna – ovo također uključuje sve informacije o smrti Ekaterininog muža, a čime se Miles oslobađa od sumnje u naknadnoj istrazi. 
Ekaterina se namjerava vratiti na Barrayar, svojoj teti i tetku kako bi završila svoje obrazovanje.